# 섭씨

화씨 온도를 사용하는 나라.
화씨 온도와 섭씨 온도 둘 다 사용하는 나라.
섭씨 온도를 사용하는 나라.

섭씨 온도(攝氏溫度, 영어: Celsius, centigrade scale)는 1 atm에서의 물의 어는점을 0도, 끓는점을 100도로 정한 온도 체계이며, 기호는 °C이다. 1742년 스웨덴의 천문학자 안데르스 셀시우스가 처음으로 제안하였으며, 영어 등에서는 제안자의 이름을 따 ‘셀시어스’로 부르고 있다. 셀시우스는 물의 어는점을 100도, 끓는점을 0도로 제안하였으나 사용이 불편하여 후에 끓는 점과 어는 점의 기준을 바꾸었다. 하지만 온도 단위는 여전히 같은 100등분 이므로 섭씨 온도라고 부른다. 현재는 위와 같이 정의하지 않고 볼츠만 상수 {\displaystyle k_{B}}를 {\displaystyle \mathrm {J} \cdot \mathrm {K} ^{-1}}로 표기할 때, 그 값이 {\displaystyle 1.380649\times 10^{-23}}가 되게 {\displaystyle \mathrm {K} }를 정의하고, 거기에 {\displaystyle 273.15}를 뺀 값으로 정의한다. ‘섭씨(攝氏)’라는 이름은 셀시우스의 중국 음역어 ‘섭이수사’(중국어: 攝爾修斯, 병음: Shè'ĕrxiūsī 서얼슈쓰[*])에서 유래한다.

## 변환
| 에서 | 으로 | 변환 공식                          |
| ---- | ---- | ---------------------------------- |
| 섭씨 | 화씨 | [°F] = [°C] × 1.8 + 32             |
| 화씨 | 섭씨 | [°C] = ([°F] − 32) / 1.8           |
| 섭씨 | 켈빈 | [K] = [°C] + 273.15                |
| 켈빈 | 섭씨 | [°C] = [K] − 273.15                |
| 섭씨 | 란씨 | [°Ra] = [°C] × 1.8 + 32 + 459.67   |
| 란씨 | 섭씨 | [°C] = ([°Ra] − 32 − 459.67) / 1.8 |
| 섭씨 | 열씨 | [°Ré] = [°C] × 0.8                 |
| 열씨 | 섭씨 | [°C] = [°Ré] × 1.25                |

## 유니코드 문자
유니코드는 섭씨 기호의 대응 기호로 U+2103 ℃ degree celsius를 제공한다. 그러나 이는 레거시 인코딩과의 호환을 위한 유니코드 호환 문자이다. 중국어 등 수직으로 쓰인 동아시아 문자에서 용이한 올바른 렌더링을 가능케 한다. 유니코드 표준은 명시적으로 이 문자의 사용을 자제할 것을 언급한다: 일반적인 경우에는 U+2103 ℃ degree celsius를 한 번에 사용하는 대신 U+00B0 ° degree sign + U+0043 C latin capital letter c의 조합 °C를 사용할 것을 권고하고 있다. 검색 시에는 이 두 조합은 동일한 것으로 취급한다.

## 같이 보기
- 화씨
- 켈빈
- 온도